# Eukoenenia depilata
Eukoenenia depilata är en spindeldjursart som beskrevs av Jules Rémy 1960. Eukoenenia depilata ingår i släktet Eukoenenia och familjen Eukoeneniidae. Inga underarter finns listade i Catalogue of Life.